# Liste des Monuments historiques de Coye-la-Fôret
La Liste des monuments historiques de Coye-la-Fôret contient les Monuments historiques de la commune française de Coye-la-Fôret.

## Liste des bâtiments
| Monument                    | Commune       | Adresse                                                               | Coordonnées                      | Notice         | Protection | Date | Illustration                |
| --------------------------- | ------------- | --------------------------------------------------------------------- | -------------------------------- | -------------- | ---------- | ---- | --------------------------- |
| Château de Coye-la-Fôret    | Coye-la-Fôret | Chemin des Peupliers, 60580 Coye-la-Forêt, France                     | 49° 08′ 42″ nord, 2° 28′ 07″ est | « PA60000046 » | Inscrit    | 2002 | Château de Coye-la-Fôret    |
| Château de la Reine Blanche | Coye-la-Fôret | Route Forestière des Étangs de Commelles, 60580 Coye-la-Forêt, France | 49° 09′ 19″ nord, 2° 28′ 46″ est | « PA00114650 » | Classé     | 1989 | Château de la Reine Blanche |

## Liens internet
- Monuments historiques (bâtiments) à Coye-la-Forêt dans la Base Mérimée du Ministère de la Culture.